# OTUD6A
OTUD6A (англ. OTU deubiquitinase 6A) – білок, який кодується однойменним геном, розташованим у людей на довгому плечі X-хромосоми. Довжина поліпептидного ланцюга білка становить 288 амінокислот, а молекулярна маса — 33 300.
| 10         |  | 20         |  | 30         |  | 40         |  | 50         |
| ---------- |  | ---------- |  | ---------- |  | ---------- |  | ---------- |
| MDDPKSEQQR |  | ILRRHQRERQ |  | ELQAQIRSLK |  | NSVPKTDKTK |  | RKQLLQDVAR |
| MEAEMAQKHR |  | QELEKFQDDS |  | SIESVVEDLA |  | KMNLENRPPR |  | SSKAHRKRER |
| MESEERERQE |  | SIFQAEMSEH |  | LAGFKREEEE |  | KLAAILGARG |  | LEMKAIPADG |
| HCMYRAIQDQ |  | LVFSVSVEML |  | RCRTASYMKK |  | HVDEFLPFFS |  | NPETSDSFGY |
| DDFMIYCDNI |  | VRTTAWGGQL |  | ELRALSHVLK |  | TPIEVIQADS |  | PTLIIGEEYV |
| KKPIILVYLR |  | YAYSLGEHYN |  | SVTPLEAGAA |  | GGVLPRLL   |  |            |

A: Аланін

C: Цистеїн

D: Аспарагінова кислота

E: Глутамінова кислота

F: Фенілаланін

G: Гліцин

H: Гістидин

I: Ізолейцин

K: Лізин

L: Лейцин

M: Метіонін

N: Аспарагін

P: Пролін

Q: Глутамін

R: Аргінін

S: Серин

T: Треонін

V: Валін

W: Триптофан

Кодований геном білок за функціями належить до гідролаз, протеаз, тіолових протеаз. 
Задіяний у такому біологічному процесі, як убіквітинування білків. 